# تاكاهيرو ياناغي
تاكاهيرو ياناغي (باليابانية: 柳 貴博) (5 أغسطس 1997 في سيتاغايا في اليابان – )؛ هو لاعب كرة قدم ياباني سابق كان يلعب كمدافع.

## وصلات خارجية
- تاكاهيرو ياناغي على موقع رابطة كرة القدم اليابانية للمحترفين (اليابانية)
- تاكاهيرو ياناغي على موقع قاعدة بيانات كرة القدم.إي يو (الإنجليزية)
- تاكاهيرو ياناغي على موقع Soccerway.com (الإنجليزية)
- تاكاهيرو ياناغي على موقع عالم كرة القدم.نت (الإنجليزية)
- تاكاهيرو ياناغي على موقع كووورة